# Saltos ornamentais no Campeonato Europeu de Esportes Aquáticos de 2012 - Plataforma 10 m individual masculino
A prova da plataforma 10 m individual masculino dos saltos ornamentais no Campeonato Europeu de Esportes Aquáticos de 2012 foi realizada no dia 20 de maio em Eindhoven nos Países Baixos. 

## Calendário
| Fase       | Data       | Hora  |
| ---------- | ---------- | ----- |
| Preliminar | 20 de maio | 14:00 |
| Final      | 20 de maio | 19:30 |

Todos os horários estão no horário local (UTC+1)

## Medalhistas
| Ouro               | Prata                 | Bronze              |
| Thomas Daley (GBR) | Victor Minibaev (RUS) | Gleb Galperin (RUS) |

## Resultados
Esses foram os resultados da competição.
| Pos.              | Saltador             | Nacionalidade | Preliminar | Preliminar | Final  | Final |
| Pos.              | Saltador             | Nacionalidade | Pontos     | Pos.       | Pontos | Pos.  |
| ----------------- | -------------------- | ------------- | ---------- | ---------- | ------ | ----- |
| Medalha de ouro   | Thomas Daley         | Reino Unido   | 531.85     | 1          | 565.05 | 1     |
| Medalha de prata  | Victor Minibaev      | Rússia        | 479.90     | 2          | 515.40 | 2     |
| Medalha de bronze | Gleb Galperin        | Rússia        | 396.75     | 7          | 511.55 | 3     |
| 4                 | Oleksandr Bondar     | Ucrânia       | 470.40     | 3          | 511.20 | 4     |
| 5                 | Anton Zakharov       | Ucrânia       | 419.15     | 5          | 483.90 | 5     |
| 6                 | Andrea Chiarabini    | Itália        | 415.15     | 6          | 433.90 | 6     |
| 7                 | Christofer Eskilsson | Suécia        | 373.45     | 11         | 417.75 | 7     |
| 8                 | Vadim Kaptur         | Bielorrússia  | 433.60     | 4          | 407.15 | 8     |
| 9                 | Francesco Dell'Uomo  | Itália        | 386.85     | 10         | 384.00 | 9     |
| 10                | Timofei Hordeichik   | Bielorrússia  | 389.10     | 8          | 379.45 | 10    |
| 11                | Jesper Tolvers       | Suécia        | 366.35     | 12         | 376.45 | 11    |
| 12                | Amund Gismervik      | Noruega       | 387.55     | 9          | 355.40 | 12    |
| 13                | Espen Valheim        | Noruega       | 302.55     | 13         |        |       |
| 14                | Heikki Mäkikallo     | Finlândia     | 279.50     | 14         |        |       |